# 増山浩一
増山 浩一（ますやま こういち、1960年9月6日 - ）は、日本の男性俳優、声優。埼玉県桶川市出身。

## 人物
亜細亜大学経済学部卒業。以前はプロダクション・タンクに所属していた。

## 出演作品

### 舞台
- 劇団空間演技
  - 夢みた夢子
  - 嗚呼・冒険王
  - 女狐
  - 鬼火
  - 風と牙
  - 決定版・力道山
  - 闇市愚連隊
  - 風の墓
  - 元寇
  - 紙屋悦子の青春
  - 新大久保の猫
  - 女傑
  - お侠
  - 武士の旗
  - がんばろう
  - 蜂の巣城

- 遊戯空間
  - かいだん牡丹燈籠
  - 草迷宮

- 宗谷ROCKETS!!
  - ハムレット
  - 喀血!銀玉高校応援団

- その他
  - 東京ナインガール
  - 風雲児マンション
  - 初代司法卿江藤新平
  - 帰去来
  - ふたりのフェルナンド・アラバール
  - 夜叉ヶ池
  - 長崎街道物語〜古渡り峠

### テレビドラマ
- 水曜グランドロマン / 死刑囚からの恋うた（1991年2月6日、関西テレビ）
- 愛と疑惑のサスペンス / いのちの誘拐（1994年1月24日、関西テレビ）
- インディゴの夜 エピソード11（2010年3月15日 - 19日、東海テレビ）
- ラストホープ（2013年1月15日 - 3月26日、フジテレビ）
- 木曜ドラマ9 潜入探偵トカゲ 第3話（2013年5月2日、TBS） -　竹山完吾 役
- 東京ガードセンター（2014年4月10日 - 6月26日、Dlife）
- ドラマWスペシャル　パンドラ〜永遠の命〜（2014年4月27日、WOWOW）
- 釣りバカ日誌新入社員浜崎伝助 第1話（2015年、テレビ東京 / 松竹）

再現ドラマ
- ためしてガッテン（NHK総合テレビ）
- エチカの鏡〜ココロにキクTV〜（フジテレビ）
- ザ!世界仰天ニュース（日本テレビ）
- 心ゆさぶれ!先輩ROCK YOU（日本テレビ）
- 美の巨人たち（テレビ東京）

### 映画
- CUT（2011年、監督・脚本：アミール・ナデリ、ビターズ・エンド）
- クローバー（2014年、東宝）

### テレビアニメ
2010年
- 犬夜叉 完結編（村人）

2013年
- 宇宙兄弟（間寺）

2014年
- 残響のテロル（官房長官）
- Wake Up, Girls!（客1）
- ヒーローバンク（龍の祖父）

### 劇場アニメ
2014年
- 宇宙兄弟#0（間寺）

### ゲーム
- 大逆転裁判 -成歩堂龍ノ介の冒險-（2015年）

### ラジオドラマ（オーディオドラマ）
- FMシアター『花祭』〈作：岡部耕大〉（2004年4月3日、NHK-FM）

### ドラマCD
2014年
- 明け方に止む雨（徳田）

2015年
- Wake Up Girls! それぞれの姿（未夕のファン1）

### 吹き替え
洋画
- 崖っぷちの男
- 北国の帝王
- カルテット!人生のオペラハウス
- カリフォルニア・ダウン
- ジェーン・エア
- ジャックはしゃべれま1,000
- ジャンゴ 繋がれざる者
- ジゴロ・イン・ニューヨーク
- ニード・フォー・スピード
- ノース・ウォリアーズ 魔境の戦い（トラルド〈ケン・デュケン〉）
- パーフェクト・ガイ（ロジャー〈チャールズ・S・ダットン〉）
- 引き裂かれたカーテン
- ローマ法王の休日

ドラマ
- ERVX緊急救命室 #9（バディ・ヤヌキス〈ジョー・シーヒ〉）
- エレメンタリー3 ホームズ&ワトソン in NY
- 華政ファジョン ※韓国ドラマ
- グッド・ワイフ3
- クローザー
- クリミナル・マインド9 FBI行動分析課
- 恋するマンハッタン
- ザ・ミドル 中流家族のフツーの幸せ ※シットコム
- 殺人を無罪にする方法（ジェームズ・ネルソン巡査〈スティーヴン・M・ガニオン〉）
- THE KILLING/キリング（カール・レディック〈グレッグ・ヘンリー〉）
- サム&キャット
- 私立探偵ヴァルグ
- ストライクバック3:極秘ミッション
- スキャンダル 託された秘密（ホリス・ドイル〈グレッグ・ヘンリー〉）
- スーパーナチュラル シーズン9
- セルフリッジ 英国百貨店（フレーザー〈マルコム・レニー〉、マーク）
- チェスター動物園をつくろう
- HAWAII FIVE-0 シーズン4 ※第20話
- HAWAII FIVE-0 シーズン5（オデル〈マイケル・インペリオリ〉、ステグナー〈リー・ターゲセン〉）
- ハッピーエンディング（オ局長）※韓国ドラマ
- 秘密の扉 ※韓国ドラマ
- ビクトリアス ※シチュエーション・コメディドラマ
- 弁護士イーライのふしぎな日常
- ボードウォーク・エンパイア 欲望の街（マーカム〈エドモンド・ジェネスト〉）
- ボストン・リーガル
- ボルジア家 愛と欲望の教皇一族（ヴェルスッチ枢機卿〈ヴァーノン・ドブチェフ〉）
- マッドメン
- 名探偵ポワロ カーテン〜ポワロ最後の事件〜（検視官）
- モーツァルト・イン・ザ・ジャングル（ディーディー〈ジョン・ミラー〉）
- リゾーリ&アイルズ4

海外アニメ
- キャスパーのオバケ学園（バーンス先生）
- ちいさなプリンセス ソフィア
- 天才犬ピーボ博士のタイムトラベル
- トロン：ライジング
- ミッキーマウス!

### ボイスオーバー
- BS世界のドキュメンタリー（NHK BS1）
- BBC地球伝説（BS朝日）
- スマート・トラベル（BS日テレ）